# 崔旭京
崔旭京（1940-1985）是韩国抽象表现主义画家。 她1940年出生于韩国首尔。 她就读于首尔国立大学，然后移民到美国，在克兰布鲁克艺术学院和布鲁克林博物馆艺术学院学习。 1978年崔回到韩国，在岭南大学和德成女子大学任教。  崔于 1985 年在首尔去世，享年 45 岁 。
1987年国立现代美术馆（MMCA）举办回顾展。 2005年，首尔国际画廊举办了她的作品回顾展。 2016年国际画廊举办了她的个展，题为“美国岁月1960-70年代” 。  2021年，国立现代美术馆举办了题为《崔旭京，爱丽丝的猫》的作品回顾展。
2023 年，她的作品参加了伦敦Whitechapel 画廊举办的展览《行动、手势、绘画：女性艺术家和 1940-1970 年全球抽象》 。